# Vilima
Koordinaten: 58° 54′ N, 22° 14′ O
Vilima ist ein Dorf (estnisch küla) in der Landgemeinde Hiiumaa (2013 bis 2017: Landgemeinde Hiiu, davor Landgemeinde Kõrgessaare) auf der zweitgrößten estnischen Insel Hiiumaa (deutsch Dagö).
Vilima hat keine Einwohner mehr (Stand 31. Dezember 2011). Der Ort liegt im Süden der Halbinsel Kõpu (Kõpu poolsaar).
Die Bezeichnung des Dorfes stammt wahrscheinlich von dem Männernamen Villem; Ende des 17. Jahrhunderts war Eigentümer des Bauerngehöfts ein gewisser Willem Larss.